# Floristeria Nino
La Floristeria Nino és una obra de Valls (Alt Camp) protegida com a Bé Cultural d'Interès Local.

## Descripció
Casa benestant amb façana al carrer de Sant Oleguer i petit pati posterior, construïda a mitjans del segle xix. Posteriorment els baixos foren destinats a usos comercials. I els pisos superiors a habitatges plurifamiliars.Conserva en perfecte estat l'elegant façana senyorial d'època, de composició simètrica, amb un abundant ús de carreus als baixos, a més de l'emmarcament de les portes balconeres i l'existència de mènsules i cornises.
Cal destacar que a l'interior del primer pis es conserva una magnífica porta d'alcova policromada del segle xix.